# Tadeusz Walasek
Tadeusz Walasek (n. 15 iulie 1936, Elżbiecin⁠(d), Gmina Piątnica⁠(d), voievodatul Białystok⁠(d), Polonia – d. 4 noiembrie 2011, Wołomin, Mazovia, Polonia) a fost un boxer ce a reprezentat Polonia, medaliat olimpic. A participat la 3 ediții ale Jocurilor Olimpice (1956, 1960, 1964) în care a câștigat o medalie de bronz.